# Manuel Almunia
Manuel Almunia Rivero (Pamplona, 19 maggio 1977) è un ex calciatore spagnolo, di ruolo portiere.

## Carriera

### Club

#### Inizi
Almunia fece il suo debutto nel mondo calcistico nelle file della squadra spagnola del Recreativo de Huelva, quando il suo cartellino era di proprietà del Celta Vigo che lo richiamò l'anno successivo. In quell'anno Manuel passò quasi tutte le partite in panchina prima di passare in prestito all'Albacete Balompié il 1º novembre 2003, diventando il primo portiere della squadra della Segunda División spagnola e giocando 24 partite da titolare.

#### Arsenal
Fu messo sotto contratto dall'Arsenal il 14 luglio 2004. Il suo debutto con la prima squadra avvenne il 27 ottobre 2004 nella vittoria per 2-1 contro il Manchester City in un incontro valido per la Carling Cup. Manuel giocò in tutte le partite dei Gunners in Coppa di Lega quella stagione, compreso la sconfitta ai quarti di finale contro il Manchester United del 1º dicembre 2004; prese gol dopo 19 secondi da David Bellion, rete che decise l'incontro.
Fu la riserva di Jens Lehmann quando questi era fuori squadra per un infortunio. Manuel continuò ad essere usato in tutte le partite di coppa, e nella partita contro lo Sheffield United dell'FA Cup 2004-2005 parò due rigori al termine di una gara finita 0-0, tiri che portarono i Gunners ai quarti di finale.
Nella finale di Champions League del 2006 contro il Barcellona, Almunia era in panchina e dovette subito sostituire il portiere titolare Lehmann che era stato espulso al 18'; al 76' subì la rete del pareggio da Samuel Eto'o e a dieci minuti dal termine della gara accadde lo stesso con Juliano Belletti.
Almunia venne sempre schierato come titolare in tutti i match di FA Cup e di Carling Cup dell'Arsenal nella stagione 2006-2007, giocando sia la finale della Carling Cup, sia nella vittoria per 6-3 nei confronti del Liverpool nella partita giocata nello stadio dei Reds, l'Anfield. Nella sua unica gara di campionato, giocata perché Lehmann era malato, Almunia tenne la rete inviolata dall'attacco del Liverpool. Dopo i molteplici infortuni di Lehmann all'inizio della stagione 2007-2008, Almunia prese il posto da titolare anche negli incontri di campionato. Il 23 ottobre 2007, Lehmann in una intervista ha pubblicamente manifestato il suo stupore e la sua ira nei confronti di Wenger per la scelta di Almunia come primo portiere. Nonostante il fatto che qualche tempo dopo Lehmann confermò la sua intenzione di rimanere all'Arsenal, Almunia continua ad essere schierato come titolare.
Dopo la partenza di Lehmann, all'inizio della stagione 2008-2009, Almunia diventa definitivamente il portiere titolare, ereditando anche la maglia numero 1 dal tedesco. Dalla stagione 2010-2011 però, in seguito a prestazioni negative, diventa il terzo portiere dell'Arsenal alle spalle dei polacchi Wojciech Szczęsny e Łukasz Fabiański.

#### West Ham
Il 30 settembre 2011 viene girato in prestito mensile al West Ham.

#### Watford
Dopo una stagione senza alcuna presenza all'Arsenal, a fine anno si svincola a parametro zero. Il 31 luglio 2012 firma un contratto annuale con il Watford. Al termine della stagione 2013-2014 decide di non rinnovare con gli Hornets e rimane quindi svincolato.

#### I problemi al cuore ed il ritiro
Rimasto svincolato dopo essere andato in scadenza con il Watford, il 28 luglio 2014 si accorda con la squadra italiana del Cagliari. Senza ancora il comunicato ufficiale la società rossoblù decide comunque di presentarlo nel ritiro di inizio stagione (sul palco indossava la maglia numero 37), ma qualche giorno dopo alcuni problemi nelle visite mediche fanno saltare il trasferimento. Il 26 agosto seguente il presidente del Cagliari, Tommaso Giulini, in un'intervista concessa al quotidiano sportivo Tuttosport, dichiara che il portiere soffre di una cardiomiopatia ipertrofica apicale, un'alterazione al cuore che, senza le dovute misure, potrebbe portare addirittura alla morte. Il problema è stato evidenziato durante le visite mediche svolte a Cagliari ed è stato certificato alla clinica di Padova, dove il giocatore si è sottoposto ad una risonanza magnetica cardiaca.
Il 27 agosto Almunia annuncia il suo ritiro dal calcio giocato attraverso il sito ufficiale della Professional Footballers Association.

## Statistiche

### Presenze e reti nei club
| Stagione        | Squadra           | Campionato      | Campionato | Campionato | Coppe nazionali | Coppe nazionali | Coppe nazionali | Coppe continentali | Coppe continentali | Coppe continentali | Altre coppe | Altre coppe | Altre coppe | Totale | Totale |
| Stagione        | Squadra           | Comp            | Pres       | Reti       | Comp            | Pres            | Reti            | Comp               | Pres               | Reti               | Comp        | Pres        | Reti        | Pres   | Reti   |
| --------------- | ----------------- | --------------- | ---------- | ---------- | --------------- | --------------- | --------------- | ------------------ | ------------------ | ------------------ | ----------- | ----------- | ----------- | ------ | ------ |
| 1998-1999       | Osasuna           | SD              | 0          | 0          | CR              | 4               | -2              | -                  | -                  | -                  | -           | -           | -           | 4      | -2     |
| 1999-2000       | Cartagena         | SDB             | 3          | -6         | CR              | 0               | 0               | -                  | -                  | -                  | -           | -           | -           | 3      | -6     |
| 2000-2001       | Sabadell          | SDB             | 25+4       | -21 + -7   | CR              | 0               | 0               | -                  | -                  | -                  | -           | -           | -           | 29     | -28    |
| 2001-2002       | Eibar             | SD              | 35         | -19        | CR              | 0               | 0               | -                  | -                  | -                  | -           | -           | -           | 35     | -19    |
| 2002-2003       | Recreativo Huelva | PD              | 2          | -4         | CR              | 1               | -1              | -                  | -                  | -                  | -           | -           | -           | 3      | -5     |
| 2003-2004       | Albacete          | PD              | 24         | -27        | CR              | 1               | -1              | -                  | -                  | -                  | -           | -           | -           | 25     | -28    |
| 2004-2005       | Arsenal           | PL              | 10         | -9         | FACup+CdL       | 2+3             | -1 + -3         | UCL                | 1                  | -1                 | CS          | 0           | 0           | 16     | -14    |
| 2005-2006       | Arsenal           | PL              | 0          | 0          | FACup+CdL       | 2+5             | -2 + -4         | UCL                | 6                  | -4                 | CS          | 0           | 0           | 13     | -10    |
| 2006-2007       | Arsenal           | PL              | 1          | 0          | FACup+CdL       | 5+6             | -4 + -8         | UCL                | 2                  | -1                 | -           | -           | -           | 14     | -15    |
| 2007-2008       | Arsenal           | PL              | 29         | -24        | FACup+CdL       | 0               | 0               | UCL                | 9                  | -8                 | -           | -           | -           | 38     | -32    |
| 2008-2009       | Arsenal           | PL              | 32         | -26        | FACup+CdL       | 0               | 0               | UCL                | 12                 | -11                | -           | -           | -           | 44     | -37    |
| 2009-2010       | Arsenal           | PL              | 29         | -31        | FACup+CdL       | 0               | 0               | UCL                | 7                  | -8                 | -           | -           | -           | 36     | -39    |
| 2010-2011       | Arsenal           | PL              | 8          | -9         | FACup+CdL       | 4+0             | -4              | UCL                | 2                  | -3                 | -           | -           | -           | 14     | -16    |
| ago.-set. 2011  | Arsenal           | PL              | 0          | 0          | FACup+CdL       | 0               | 0               | UCL                | -                  | -                  | -           | -           | -           | 0      | 0      |
| set.-ott. 2011  | West Ham          | FLC             | 4          | -3         | FACup+CdL       | -               | -               | -                  | -                  | -                  | -           | -           | -           | 4      | -3     |
| ott. 2011-2012  | Arsenal           | PL              | 0          | 0          | FACup+CdL       | 0               | 0               | UCL                | -                  | -                  | -           | -           | -           | 0      | 0      |
| Totale Arsenal  | Totale Arsenal    | Totale Arsenal  | 109        | -99        |                 | 27              | -26             |                    | 39                 | -36                |             | 0           | 0           | 175    | -161   |
| 2012-2013       | Watford           | FLC             | 39+3       | -47 + -3   | FACup+CdL       | 0+1             | 0               | -                  | -                  | -                  | -           | -           | -           | 43     | -50    |
| 2013-2014       | Watford           | FLC             | 37         | -44        | FACup+CdL       | 1+0             | -1              | -                  | -                  | -                  | -           | -           | -           | 38     | -45    |
| Totale Watford  | Totale Watford    | Totale Watford  | 76+3       | -91 + -3   |                 | 2               | -1              |                    | -                  | -                  |             | -           | -           | 81     | -95    |
| Totale carriera | Totale carriera   | Totale carriera | 285        | -280       |                 | 35              | -31             |                    | 39                 | -36                |             | 0           | 0           | 359    | -347   |

## Palmarès

### Club

#### Competizioni nazionali
- Community Shield: 1

Arsenal: 2004
- Coppa d'Inghilterra: 1

Arsenal: 2004-2005